# Tinnura
Tinnura ist eine italienische Gemeinde (comune) mit 248 Einwohnern (Stand 31. Dezember 2023) in der Provinz Oristano im Westen Sardiniens. Die Gemeinde liegt etwa 40,5 Kilometer nördlich von Oristano. In etwa 5,5 Kilometer in westlicher Entfernung befindet sich die Mittelmeerküste.

## Verkehr
Durch die Gemeinde führt die Strada Statale 292 Nord Occidentale Sarda von Alghero nach Oristano. Der Bahnhof von Tinnura befindet sich an der Bahnstrecke Macomer–Bosa.

## Einzelnachweise

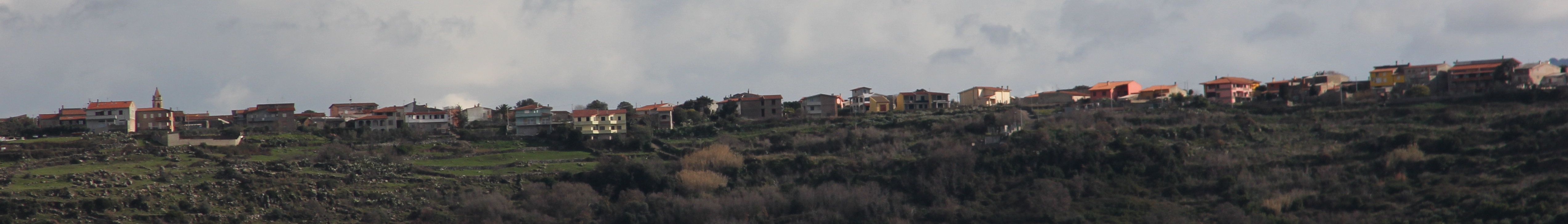
Tinnura